# 건담 샌드록
건담 샌드록(영어: Gundam Sandrock, 일본어: ガンダムサンドロック)은 1995년에 방영된 TV 애니메이션 《신기동전기 건담 W》에 등장하는 모빌 슈트(MS)로 분류되는 가공의 유인 조종식 인간형 로봇 병기이다.
사막 등 가혹한 환경에 적응한 백병전용 건담 타입 모빌 슈트(MS)로 주요 인물 중 한 명인 카트르 라버바 위너의 탑승기이다. 기체명인 "샌드록"은 영어의 "sand (모래)"와 "rock (암석)"을 조합한 조어이다. 적측 세력인 오즈(OZ)에서는 건담 04(제로 포)라는 코드 네임으로 불린다. 작품 후반부에서 우주용의 건담 샌드록 改로 강화된다.
메카닉 디자인은 오오카와라 쿠니오가 담당하였다. TV 애니메이션 방영 종료 후에 발표된 OVA 및 극장판 애니메이션 《신기동전기 건담 W Endless Waltz》에서는 카토키 하지메에 의해 새롭게 리파인된 디자인인 건담 샌드록 改가 등장한다. 이에 수반해 개수 전의 샌드록도 재디자인되었다. 이후 오오카와라 쿠니오 디자인의 기체는 "TV판", 카토키 하지메 디자인의 기체는 "EW판"으로 구별하지만, 설정상으로는 동일기로 취급된다. 개수 전의 기체는 처음에 "얼리 타입"이라고도 불렸다.

## 같이 보기
- 신기동전기 건담 W
- 윙 건담